# سايبرارك
سايبرارك (بالإنجليزية: CyberArk)‏ هي شركة أمن معلومات مطروحة للتداول العام وتقدم إدارة الهوية. تُستخدم تقنية الشركة بشكل أساسي في الخدمات المالية والطاقة وتجارة التجزئة والرعاية الصحية والأسواق الحكومية. يقع المقر الرئيسي لشركة CyberArk في مقر الولايات المتحدة في نيوتن ، ماساتشوستس . تمتلك الشركة أيضًا مكاتب في جميع أنحاء الأمريكتين وأوروبا والشرق الأوسط وإفريقيا وآسيا واليابان.

## تاريخها
تم تأسيس سايبرارك في 1999 من قبل ألون نيسيم كوهين والرئيس التنفيذي الحالي يودي موكادي الذي قام بتجميع فريق من مهندسي الأمن الذين طبقوا تقنية الخزنة الرقمية ( براءة الاختراع الأمريكية 6،356،941 ).
في يونيو 2014 ، قدمت سايبرارك طلبًا للاكتتاب العام الأولي (IPO) مع لجنة الأوراق المالية والبورصات ، حيث أدرجت عائدات 2013 بقيمة 66.2 مليون دولار.  أصبحت سايبرارك شركة عامة في نفس العام ، وتم تداولها في بورصة ناسداك باسم CYBR.  في السنوات التي أعقبت الاكتتاب العام ، قامت سايبرارك بسلسلة من عمليات الاستحواذ الأمنية.
- 2015: استحوذت CyberArk على شركة Viewfinity الخاصة التي يقع مقرها في ماساتشوستس ، والمتخصصة في إدارة الامتيازات وبرامج التحكم في التطبيقات ، مقابل 39.5 مليون دولار.[4]
- 2017: استحوذت CyberArk على شركة Conjur Inc. للأمن السيبراني في ماساتشوستس ، والتي أمنت الوصول لتطوير البرامج وفرق تكنولوجيا المعلومات التي تبني برامج قائمة على السحابة ، مقابل 42 مليون دولار.[5]
- 2018: استحوذت CyberArk على أصول موفر الأمان السحابي Vaultive ومقره بوسطن. انضم عشرون من موظفي Vaultive ، معظمهم من فريق البحث والتطوير بالشركة ، إلى CyberArk.[6]
- 2019: استحوذت CyberArk على شركة Idaptive الناشئة مقابل 70 مليون دولار.[7]

في 12 فبراير 2020، قالت CyberArk إن لديها أكثر من 5300 عميل.